# Смирнов, Ефим Иванович
Ефим Иванович Смирнов (10 [23] октября 1904, д. Озерки, Владимирская губерния — 6 октября 1989, Москва) — советский военный и государственный деятель; доктор медицинских наук (1943), профессор, академик АМН СССР (1948), генерал-полковник медицинской службы (10.10.1943). Герой Социалистического Труда (21.02.1978).

## Биография
В 1911 году семья переселилась в посёлок Небольсин Судогодского уезда. С 1914  работал разнорабочим на стекольном заводе Федоровского, с 1915 года — на Вознесенском стекольном заводе. Ввиду крайней бедности многодетной семьи (8 детей) сумел окончить только первый класс начальной школы. Во время гражданской войны производство было остановлено, спасаясь от голода, отец вывез семью на Алтай, где Ефим стал работать батраком, С 1923 по 1925 — секретарь Степановского сельсовета. В 1925 году направлен учиться, в 1928 году окончил рабфак в Омске.
Затем в том же 1928 году призван в Красную Армию и направлен учиться в академию. В 1932 году окончил Военно-медицинскую академию в Ленинграде. С 1932 года — врач танкового батальона 32-й механизированной бригады 11-го механизированного корпуса Ленинградского военного округа. С февраля 1933 года — начальник 2-го отделения военно-санитарного отдела Ленинградского военного округа. С мая 1933 года — старший врач 172-го учебно-опытного артиллерийского полка. С 1929 года член ВКП(б).
С марта 1935 по июнь 1936 и с марта 1937 по апрель 1938 года — начальник курса Военно-медицинской академии. С июня 1936 по март 1937 года — помощник начальника отдела кадров Санитарного управления РККА. Без отрыва от службы в 1938 году окончил Военную академию РККА имени М. В. Фрунзе (вечерний факультет).
С апреля 1938 года — начальник санитарной службы Ленинградского военного округа.
В мае 1939 года был назначен начальником Военно-санитарного управления РККА (в 1941 году должность переименована в «начальник Главного военно-санитарного управления Красной Армии», в 1946 году — в «начальник Главного военно-медицинского управления Вооружённых Сил СССР»). Одновременно ответственный редактор Военно-медицинского журнала (1939—1947) и профессор кафедры санитарной тактики Центрального института усовершенствования врачей (1943—1947). В период советско-финской войны находился в действующей армии.
Как отмечает профессор А. А. Каменский: "Во время войны у немцев эпидемии случались, а у нас нет. Заслуга в этом, как считается, во многом принадлежит выдающемуся врачу и организатору науки Смирнову".
С 17 февраля 1947 года по 9 декабря 1952 года — министр здравоохранения СССР. Снят с поста министра в связи с «делом врачей» с формулировкой «за политическую беспечность», по утверждению С. Н. Хрущёва: «Со дня на день он ожидал ареста».
Сразу после смерти И. В. Сталина возвращён на высокие руководящие должности. С апреля 1953 по сентябрь 1953 года — начальник Военно-медицинской академии имени С. М. Кирова. С 1953 по 1955 года — начальник управления Генерального штаба Вооружённых Сил СССР. С 1955 года вновь стал начальником Главного военно-медицинского управления Министерства обороны СССР. С ноября 1960 года — начальник 15-го управления Генерального штаба Вооружённых сил СССР (защита войск и населения СССР от биологического оружия). С 1985 по 1987 годы — военный консультант Группы генеральных инспекторов Министерства обороны СССР. С 1987 года в отставке.
Скончался 6 октября 1989 года. Похоронен на Новодевичьем кладбище в Москве (11 уч. 1 ряд).

### Общественная деятельность
Избирался депутатом Верховного Совета РСФСР, Московского и Ленинградского городских Советов депутатов трудящихся.

## Научная деятельность
Основные труды посвящены организации и тактике военно-медицинской службы, истории военной медицины. Обосновал и ввёл в практику систему специализированной медицинской помощи раненым и больным, что в период Великой Отечественной войны обеспечило возвращение в строй 73 % раненых и свыше 90 % больных. Руководил разработкой системы санитарно-противоэпидемического обеспечения войск. Автор серии трудов по научному обоснованию организационных форм и методов медицинского обеспечения населения и Вооружённых Сил.
Главный редактор шеститомного «Энциклопедического словаря военной медицины» (М., 1946-1950), уникального 35-томного издания «Опыт советской медицины в Великой Отечественной войне» (М., 1949-1955). Член редакционной коллегии второго и третьего изданий Большой медицинской энциклопедии.

## Награды
- Герой Социалистического Труда (21.02.1978)
- Семь орденов Ленина (3.03.1942, 11.07.1945, 8.12.1951, 3.11.1953, 11.01.1966, 24.04.1973, 21.02.1978)
- Орден Октябрьской Революции (9.10.1984)
- Три ордена Красного Знамени (14.06.1940, 18.09.1943, 20.06.1949)
- Орден Кутузова I степени (1.08.1944)
- Орден Отечественной войны 1-й степени (11.03.1985)
- Два ордена Красной Звезды (3.11.1944, 12.10.1964)
- Ряд медалей СССР

Иностранные награды
- Орден Возрождения Польши 2-й степени (Польша)
- Орден «За боевые заслуги» (Монголия, 6.07.1971)
- Медаль «50 лет Монгольской Народной Армии» (1971)
- Медаль «60 лет Вооруженным силам МНР» (1981)
- Медаль «За укрепление дружбы по оружию» II степени (ЧССР, 1970)
- Медаль «30 лет освобождения Чехословакии Советской Армией» (ЧССР, 1974)
- Медаль «40 лет освобождения Чехословакии Советской Армией» (ЧССР, 1985)
- Медаль «30-я годовщина Революционных Вооруженных сил Кубы» (1986)
- Медаль «За укрепление братства по оружию» (Болгария, 1980)
- Медаль «30 лет Болгарской народной армии» (1974)
- Медаль «30 лет Победы над фашистской Германией» (Болгария, 1975)
- Медаль «Китайско-советская дружба» (КНР)
- Медаль «Победы и Свободы» (Польша, 26.10.1945)

научные и общественные награды
- Почётный член Хирургического общества имени Н. И. Пирогова и Всесоюзного общества историков медицины
- Почётный член Королевского медицинского общества Великобритании
- Почётный член Медицинского хирургического общества Канады
- Почётный член Общества военных врачей Соединённых Штатов Америки

### Избранные труды
- Геселевич А. М., Смирнов Е. И. Николай Иванович Пирогов : Науч.-биогр. очерк. — М.: Медгиз, 1960. — 182 с. — 1000 экз.
- Смирнов Е. И. Война и военная медицина : Мысли и воспоминания, 1939—1945. — М.: Медицина, 1976. — 463 с. — 5000 экз. || . — 2-е изд., испр. и доп. — М.: Медицина, 1979. — 526 с. — 11 000 экз.
- Смирнов Е. И. Вопросы организации и тактики санитарной службы. — М.: Медгиз, 1942. — 88 с.
- Смирнов Е. И. Военная медицина и Николай Иванович Пирогов : Доклад Хирург. о-ву Пирогова на Торжеств. заседании 6-го дек. 1944 г. — [Л.]: Медгиз, 1945. — 39 с.
- Смирнов Е. И. Медицина и организация здравоохранения (1947—1953). — М.: Медицина, 1989. — 430 с. — 7200 экз. — ISBN 5-225-00669-8.
- Смирнов Е. И. Некоторые вопросы санитарного обеспечения войск в современной войне // Воен.-мед. акад. : Тр. — Л., 1940. — Т. 28. Вопросы организации санитарной службы. — С. 7—12.
- Смирнов Е. И. Советские военные врачи в Отечественную войну. — М.: Совет. наука, 1945. — 99 с. — 10 000 экз.
- Смирнов Е. И. Ученый медицинский совет Красной Армии // Воен.-мед. акад. : Тр. — Л., 1940. — Т. 28. Вопросы организации санитарной службы. — С. 13—18.
- Смирнов Е. И. Фронтовое милосердие. — М.: Воениздат, 1991. — 430 с. — (Военные мемуары). — 50 000 экз. — ISBN 5-203-01031-5.
- Смирнов Е. И., Лебединский В. А., Гарин Н. С. Войны и эпидемии. — М.: Медицина, 1988. — 238 с. — 8000 экз. — ISBN 5-225-00123-8.
- Смирнов Е. И., Лебединский В. А., Гарин Н. С. Эпидемический процесс : (Пробл. и суждения). — М.: Медицина, 1980. — 240 с. — 5700 экз.

## Память
- Бюст генерала и академика Е. И. Смирнова установлен у здания Главного военного клинического госпиталя им. Н. И. Бурденко в Москве (2014).
- В городе Ковров имя Е. И. Смирнова присвоено Ковровскому медицинскому колледжу на здании колледжа установлена мемориальная доска (2015).
- Мемориальные доска в его честь установлены в Москве, в Сергиевом Посаде (на здании НИИ микробиологии МО РФ, в Санкт-Петербурге (на фронтоне Военно-медицинской академии).